# Сапаров, Куандык Абенович
Куандык Абенович Сапаров (род. 1.12.1942) — доктор биологических наук (2004), профессор кафедры Биоразнообразия и биоресурсов, факультета Биологии и биотехнологии КазНУ имени аль-Фараби, почётный член Национальной академии наук, Академик Казахской Национальной академии Естественных наук и Российской Академии Естественных наук.

## Биография
Родился 1 декабря 1942 года в городе Балхаш Карагандинской области.
1957 г. — закончил семилетнюю школу в Актогайском районе, село Тас-Арал. В 1960 г. закончил среднюю школу № 2 им. Абая г. Балхаш.
В 1960—1961 гг. -работал на Балхашском горно-металлургическом комбинате слесарем. В 1961—1964 гг. — служил в рядах Советской Армии, закончил Ташкентское общевойсковое военное училище.
В 1964 году поступил на биологический факультет Казахского государственного университета им. С. М. Кирова, а в 1967 году перешел на вечернее отделение и стал старшим лаборантом. С отличием закончил учёбу и поступил стажером-исследователем на кафедру гистологии и цитологии на биологический факультет, а в 1969 году руководство факультета и Университета возлагает большие надежды на молодого специалиста по управлению лабораторией электронной микроскопии. За знания в этой области проходит 6-месячный курс обмена опытом в лаборатории электронной микроскопии Института цитологии СССР.
22 ноября 1982 г. защитил диссертации на соискание ученой степени кандидата биологических наук в Московском государственном университете им. М. В. Ломоносова, г. Москва по теме «Сравнительное электронно-микроскопическое изучение респираторного отдела легких у некоторых наземных позвоночных». В 1983 г. присуждено ученое звание доцента по специальности «Гистология, цитология».
На становление ученого в этой области большое влияние оказали ведущие ученые Москвы, Санкт-Петербурга (Ленинграда), профессора: В. Ф. Машанский, Ю. Я. Коммисарчик, Е. А. Шубникова, Л. К. Романова, Ю. С. Ченцов, А. Н. Студитский, А. А. Браун и Казахстана, академики: Т. М. Масенов, Б. А. Домбровский, Т. Б. Дарканбаев, И. О. Байтулин, В. М. Инюшин и др.
В 2003 г. защитил диссертацию на соискание ученой степени доктора биологических наук в Казахском национальном университете им. аль-Фараби по теме «Морфологические основы адаптации легких наземных позвоночных».

## Трудовая деятельность
1967 г — работал старшим лаборантом на кафедре гистологии и цитологии.
1969—1970 гг — стажер-исследователь на кафедре гистологии и цитологии КазГУ им. С. М. Кирова.
1970—1979 гг — ассистент кафедры гистологии и цитологии КазГУ им. С. М. Кирова.
1979—1982 гг — старший преподаватель кафедры гистологии и гистологии КазГУ им. С. М. Кирова.
1983 г — доцент кафедры гистологии и цитологии КазГУ им. С. М. Кирова.
1995—1998 гг — зам. декана вечернего отделения биологического факультета Казахского национального университета им. аль-Фараби.
1999—2002 гг — старший научный сотрудник (докторант) кафедры цитологии и гистологии Казахского национального университета им. аль-Фараби.
2003 г — зам. декана дневного отделения биологического факультета Казахского национального университета им. аль-Фараби.
2004 г — профессор кафедры цитологии и гистологии биологического факультета Казахского национального университета им. аль-Фараби.
2004—2006 гг — декан биологического факультета Казахского национального университета им. аль-Фараби.
2004—2006 гг — член ученого совета КазНУ им. аль- Фараби
2004—2011 гг — член Ученого совета биологического факультета КазНУ им. аль-Фараби.
2004 г — по настоящее время — член редакционной коллеги журнала "Вестник КазНУ «Серия биологическая»
2005 г — член редакционной коллеги сборника тезисов 59-й республиканской конференции молодых ученых и студентов «Актуальные вопросы современной биологии и биотехнологии»
2005 г — член редакционной коллеги сборника тезисов XXXV научно-методической конференции ППС КазНУ им. аль-Фараби.
2004 г — до настоящего времени — профессор кафедры биоразнообразия и биоресурсов биологического факультета КазНУ имени аль-Фараби.
2006 г — член редакционной коллеги сборника тезисов IV Международной научной конференции молодых ученых и студентов «Актуальные вопросы современной биологии».
2006 г — член редакционной коллеги сборника тезисов XXXVI научно-методической конференции ППС КазНУ им. аль-Фараби.
2006 г — член редакционной коллеги журнала «Биология и окружающая среда»

## Научное творчество
Профессор Сапаров К. А. внес большой вклад в совершенствование высшего образования в Казахстане, он участвовал в разработке учебно-методических документов общих и специальных курсов по экспертизе типовых программ специальностей «Биология», «Биотехнология» и «Экология» по внедрению новых форм обучения для повышения эффективности учебно-методической и воспитательной работы. Разработаны государственные стандарты обучения по всем специальностям. Работал по направлению подготовки PhD (доктор философии). Организовал несколько международных конференций (студентов и преподавателей), вел активную работу. Большое внимание уделял учебно — воспитательной работе студентов. Успеваемость факультета была на высоком уровне. Профессор К. А. Сапаров более 40 лет занимался изучением клеточной биологии легких позвоночных животных. Он одним из первых внес большой вклад в создание лаборатории электронной микроскопии, проведение глубоких научных исследований в области цитологии на клеточном уровне, стал заведующим исследовательской лабораторией физическими и химическими методами. Научно-исследовательская работа Сапарова посвящена выявлению клеточных механизмов адаптации позвоночных животных к внешней среде. Открыл морфологический закон адаптации легких позвоночных животных, обитающих в разных биотопах, к одной и той же среде и различным экстремальным воздействиям (гипоксия, гипо- и гипертермия, физические нагрузки, табачный дым). Первым в Казахстане и мире на уровне электронной микроскопии выявил влияние экологических и природных факторов на тонкое строение легких животных, тем самым внес большой вклад в экологическую морфологию и сравнительную цитологию. Его исследования по цитологии экологии были высоко оценены специалистами не только казахстанских специальностей, но и зарубежных стран. С целью обмена опытом Сапаров К. А. побывал в известных научных центрах России, Англии, Германии, Белоруссии, Узбекистана, Киргизии и др., участвовал в международных конференциях, проходивших в государствах. Сапаров К. А. всегда участвует в научных проектах, проводимых при финансировании НАН РК, МОН РК и др. учреждений. После защиты докторской диссертации продолжает активную преподавательскую и научную работу. Под его руководством были защищены кандидатские, магистерские и докторские диссертации. В настоящее время многие его ученики работают в разных регионах Казахстана, а также в странах ближнего и дальнего зарубежья.

## Научная деятельность
Автор 174 научных работ, в том числе 2 монография, 20 учебников и учебных пособий. Сапаров К. А. повышал свою квалификацию в крупных научных центрах Москвы, Санкт-Петербурга и Великобритании. Он участвовал в 20 международных конференциях в России, Великобритании, Германии, Белоруссии, Узбекистане, Кыргызстане и в других странах.

### Монографии
- Морфологические основы адаптации легких наземных позвоночных. — Алматы: Қазақуниверситеті, 2002. — 176 с.
- Омыртқалылардың өкпелерінің морфологиялық тұрғыдан бейімделуінің негізі: монография. — Алматы: Қазақуниверситеті, 2015. — 158 с.

### Учебные пособия
- Методическая разработка по цитологии. — Алма-Ата, 1987. — 46 с.
- Жалпы цитология негіздері. — Алматы, 1994. — 48 б.
- Основы общей цитологии. — Алматы, 1994. — 48 с.
- Цитология практикумы. — Алматы, 1999. — 52 б/Базарбаева Ж. М. бірге.
- Цитология, гистология, эмбриология терминдерінің түсіндірме сөздігі. — Алматы: Экономика, 2012. — 453 б. / Ж. М. Базарбаева, Б. А. Абдуллаевамен бipгe.
- Цитология жэне гистология: оқу құралы. — Алматы: Казак университеті, 2009. — 122 б.
- Цитология және Гистология: оқу құралы. — Алматы: Қазақ университеті, 2019. — 311 б.
- Клеткалар мен ұлпалар биологиясына арналған лабораториялық сабақтар: Оқу-әдістемелік құралы. — Алматы: «Қазақ университеті», 2017.

### Научные статьи
- K.A.Saparov, Beken Z., Mankibaeva S.A.,Yessimsiitova Z.B., Zharkova I.M., Satybaldiyeva G.K. Amphibians under conditions of anthropogenic landscape 2016 — г. 1 — стр. EUROPEAN BIOTECHNOLOGY CONGRESS 2016 // 05 — 07 MAY 2016 // RIGA, LATVIA Abstracts / Journal of Biotechnology 231S (2016) S4-S109
- K.A.Saparov, S. Aken, Zh.Olzhabayeva, A.Aitenova, D.Turlybekova ULTRASTRUCTURE OF THE LUNGS OF VERTEBRATES IN HABITING MOUNTAIN AND STEPPE ZONES NEWS OF THE NATIONAL ACADEMY OF SCIENCES OF THE REPUBLIC OF KAZAKHSTAN, SERIES OF BIOLOGICAL AND MEDICAL, ISSN 2224-5308, Volume 3, Number 333 (2019), 27-38
- K.A.Saparov, Z.B. Yessimsiitova, B.A. Abdullayeva, S.A. Mankibaeva, B.M.Tynybekov, G.K. Atanbayeva and S.N. Abdreshov Morphological Characteristics of Adaptation of the Lungs in the GroundSpinal Journal of Pharmacy and Nutrition Sciences 9(2), с.101-103
- Saparov K.A., Tynybekov B.M., Abdullayeva B.A, Yessimsiitova Z.B., Zharkova I.M., Mankibaeva S.A. Specific products influential aspects of the animal resistance to irradiation, Journal of Engineering and Applied Sciences 12(22), с.6108-6111, 2017
- Saparov K.A. Protective and adaptive reactions induced lung various doses of cigarette smoke Международный научный институт Education 2015 6- том, № 6 1300—1304 стр., 5 — стр.

## Ученое звание
В 2007 году избран Академиком Казахской Национальной академии Естественных наук. В 2009 году удостоен звания «Лучший преподаватель» Национального университета имени аль-Фараби.

## Награды
- Медаль «50 лет Целине» (2005 г.)
- Лучший преподаватель и обладатель государственного гранта (2009 г.)
- Серебряная медаль имени А. Байтурсынова (2012 г.)
- Медаль Российской академии естествознания им. Н. И. Вавилова (2013 г.)
- Нагрудный знак «Почетный работник образования МОН РК» (2014 г.)
- Золотая медаль и диплом Европейской научно-производственной палаты (2014 г.)
- Нагрудные медали университета 75 и 80 лет (2010—2015 гг.)
- Орден «Трудом и Знанием» (европейский научно-производственный консорциум, 2014 г.)
- Орден Петра Великого (Россия, РЖА, 2015 г.)
- Орден Александра Великого (Россия, РЖА, 2016 г.)
- Награждён серебряной медалью имени Аль-Фараби (2017)
- Награждён нагрудным знаком за заслуги в науке РК (2018)